# Michael Heigl
Michael Heigl (* 12. Mai 1817 in Ramsried, heute ein Gemeindeteil von Bad Kötzting; † 5. Januar 1857 in München), auch als Räuber Heigl bekannt, war ein bayerischer Räuber.

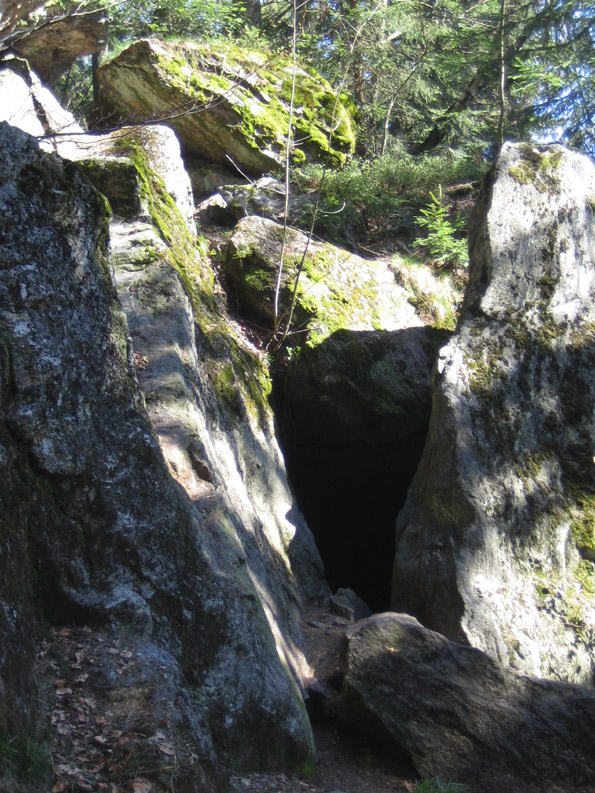
Linker Zugang zur Räuber-Heigl-Höhle am Kreuzfelsen

Sein Vater stammte aus Beckendorf, dem ursprünglichen Wohnort der Familie. Nachdem sie nach Feßmannsdorf umgezogen waren, ließen sie sich schließlich in Ramsried nieder, wo Michael als zehntes Kind der Tagelöhnersfamilie geboren wurde. Der Hütejunge begann eine Ausbildung zum Schlosser in Furth im Wald. Da er Münzen aus einem Opferstock stahl, stand er seit 1841 unter Polizeiaufsicht.
Nachdem er in Kötzting als fahrender Händler ohne Gewerbeschein verhaftet worden war, floh er 1843 aus einem Straubinger Gerichtssaal in den Bayerischen Wald. In den Folgejahren beging der Einzelgänger seine Raubzüge in der Kötztinger und Viechtacher Gegend und kam bis nach Landshut. Mehrere Jahre verbrachte er auch im damaligen Oberungarn (heute Slowakei).
Als Gefährtin schloss sich ihm die roude Res (Rote Therese) von Gotzendorf an. Als häufiger Aufenthaltsort und Versteck wird die sogenannte Räuber-Heigl-Höhle auf dem Kaitersberg unterhalb des Kreuzfelsens genannt. Da Heigl vor allem reiche Bauern und Geistliche beraubte, erfreute er sich in den ärmeren Volksschichten großer Sympathie und breiter Unterstützung.
Durch den Verrat eines früheren Kumpanen entdeckte man sein Höhlenversteck. Am 18. Juni 1853 wurde er dort gefasst und 1854 in Straubing zum Tod durch Enthauptung verurteilt. Nach einem Gnadengesuch wandelte König Max II. die Todesstrafe in eine lebenslange Kettenstrafe um.
Wegen guter Führung wurde er nach einem Jahr, am 22. September 1854, von Straubing nach München ins Gefängnis in der Au verlegt. Wegen seines vorbildlichen Verhaltens wurde ihm 1856 die Aufpasser-Stelle übertragen; durch die Kooperation mit dem Gefängnispersonal war er bei mehreren Mitgefangenen unbeliebt. 1857 tötete ihn deshalb ein Mithäftling mit der Kugel einer Fußkette, die ihm ein Zellengenosse überlassen hatte. Sein Skelett wurde im Anatomiegebäude in München aufbewahrt, wo es 1944 während eines Bombenangriffs zerstört wurde. Der Mörder und sein Mittäter wurden zum Tod verurteilt und im April 1857 in München hingerichtet.

## Trivia
Der sagenumwobene Räuber wurde zum Gegenstand von Erzählungen, Theateraufführungen und Romanen. Manfred Böckl veröffentlichte 1990 den Roman Räuber Heigl. Der Höhlenmensch vom Kaitersberg. Michaela Karl stellte ihn 2003 neben Matthias Klostermayr und Mathias Kneißl als Sozialrebellen dar. Der Ich-Erzähler in Harald Martensteins Roman Heimweg von 2007 behauptet, ein Nachkomme des Michael Heigl zu sein, und berichtet einige der historisch verbürgten Tatsachen, wie auch eine Legende, er sei nicht erschlagen worden, sondern habe noch im hohen Alter seinen Sohn besucht. Es handelt sich jedoch um eine belletristische Fiktion; auch Martenstein selbst stammt nicht aus der Familie Heigls.
Die Hochschule für Fernsehen und Film (HFF) in München produzierte 1977 einen ca. 50-minütigen Gruppen-Übungsfilm über das Leben Heigls unter dem Titel Der Räuber Heigl. Gedreht wurde, in Schwarz-weiß und mit Laiendarstellern aus der Region, in und um Kötzting, Grafenwiesen und anderen Orten des Bayerischen Waldes.